# Mycorhynchidium
Mycorhynchidium är ett släkte av svampar. Mycorhynchidium ingår i familjen Pyxidiophoraceae, ordningen Pyxidiophorales, klassen Laboulbeniomycetes, divisionen sporsäcksvampar och riket svampar.
|                 | Pyxidiophora                               |
|                 |                                            |
|                 | Mycorhynchus                               |
|                 |                                            |
|                 | Pleurocatena                               |
|                 |                                            |
| Mycorhynchidium | \| \| Mycorhynchidium saccatum \| \| \| \| |
|                 | \| \| Mycorhynchidium saccatum \| \| \| \| |
|                 | Gliocephalis                               |
|                 |                                            |
|                 | Rhynchonectria                             |
|                 |                                            |
|                 | Mycorhynchidium saccatum                   |
|                 |                                            |

|  | Mycorhynchidium saccatum |
|  |                          |